# Gut Harku

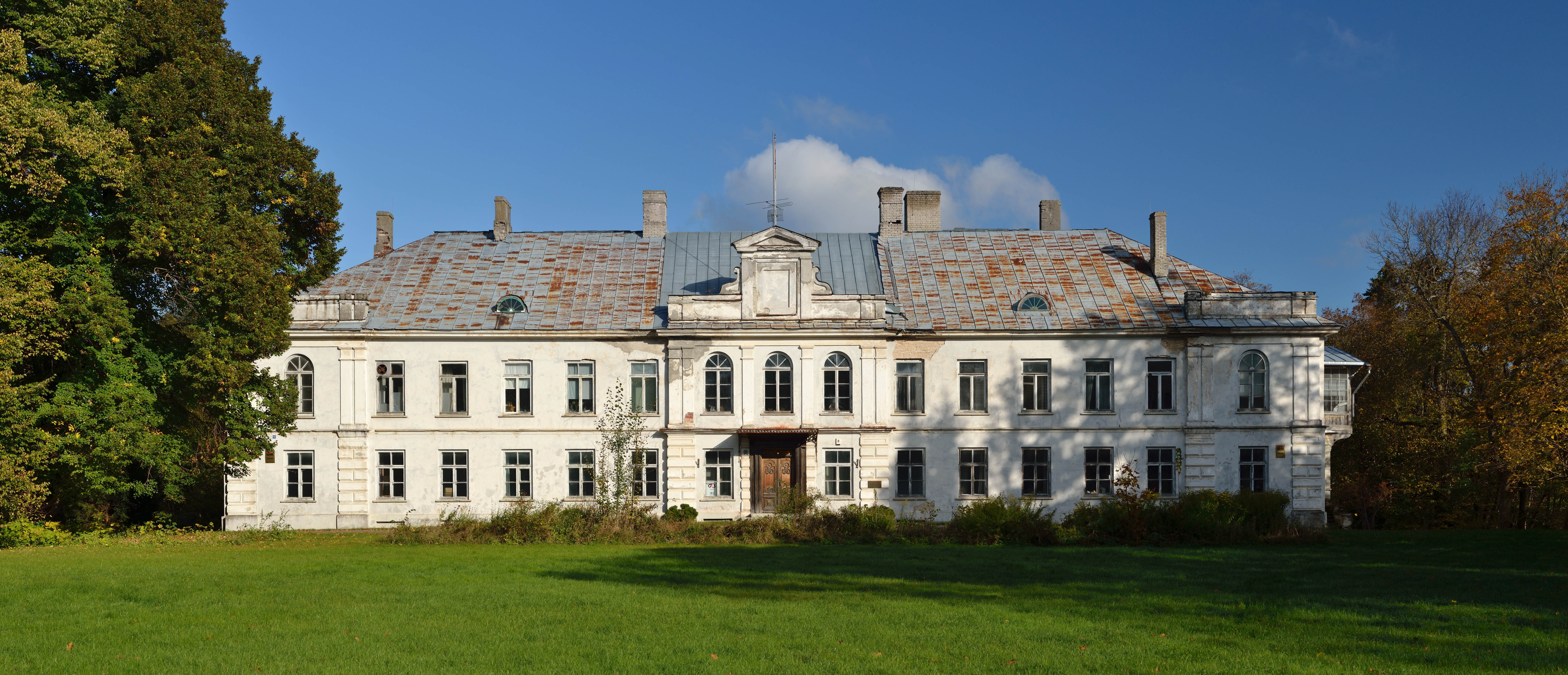
Frontansicht des Herrenhauses von Harku

Das Gut Harku (Hark) war ein Gut in Harku, im Kirchspiel Keila.

## Geschichte
Das dem Livländischen Orden gehörende Gut Harku (Hark) wurde erstmals im Jahre 1372 erwähnt. Im Mittelalter befand sich in diesem aus Stein als Kleinburg errichteten Gut die Residenz des stellvertretenden Komturs von Tallinn. 1679 ging das Gut in das Eigentum der Familie Uexküll über, die am Anfang des 18. Jahrhunderts die Errichtung des ursprünglich zweistöckigen barocken Hauptgebäudes vornahm.
In der Zeit des Nordischen Krieges, nach der Belagerung von Tallinn im Jahre 1710, wurde im September 1710 im Gutsgebäude Harku zwischen dem Russischen Heer einerseits und dem Schwedischen Heer und den einheimischen Adelsfamilien andererseits ein Kapitulations- und Friedensvertrag abgeschlossen.
Dieser Vertrag beendete den Nordischen Krieg in Estland und der König von Schweden trat das Territorium Estlands Russland ab, worauf die 200-jährige Regierungszeit des russischen Zaren folgte. Estland hat sich nicht in eine typische russische Provinz verwandelt, sondern eine umfassende Autonomie bewahrt.
Die Familie von Budberg, die das Gut im Jahre 1755 in ihren Besitz genommen hatte, ließ das Gutsgebäude in den 1770er Jahren im frühklassizistischen Stil umbauen. 1836 wurde das Gut in den Besitz der Familie von Ungern-Sternberg übertragen, die im Jahre 1875 dem Gutsgebäude seine Neorenaissance-Form gab, die sich bis heute erhalten hat. Dabei wurde das Gebäude auch in der Hauptachse verlängert.
Als der letzte Gutsherr des Guts Harku, das seit dem Jahre 1892 mehrere Besitzer hatte, ist Hermann von Harpe in die Geschichte eingegangen. Er erwarb die Liegenschaft im Sommer 1912 für 300 000 Rubel und verkaufte im Herbst desselben Jahres einen Teil des Guts an 158 Bauern. Von Harpe war bis zur Verstaatlichung des Gutes im Jahr 1919 der Besitzer.
Nach der Gründung der Republik Estland, d. h. in den 1920er und 1930er Jahren, wurden im Gut Harku mehrere Besserungsanstalten gegründet: ein Besserungshaus für minderjährige Verbrecher (das Besserungshaus Harku für Jungen mit verbrecherischen Neigungen oder die Kolonne Harku), das Gefängnis Harku für erwachsene Gefangene, das Arbeitslager Harku für Müßiggänger und Trinker.
Die Gefangenen sollten im Torfmoor und auf dem Feld des Guts arbeiten. Die Viehzucht- und Landwirtschaftsprodukte stellten für Gefangene zusätzliche Lebensmittel dar. Besonders rentabel war in Harku die Torfproduktion, denn der Staat benötigte große Mengen Brenntorf. Im Jahre 1924 fand in Harku ein Streik von Gefangenen statt.
Seit dem Jahre 1957 hat sich dort das Institut für Experimentalbiologie befunden, das der Akademie der Wissenschaften gehörte.
Heute ist die Universität der Umweltwissenschaften die Besitzerin des Guts.

## Architektur
Das Gut Harku besitzt einen vielseitigen baugeschichtlichen Hintergrund. Das heutige Gutsgebäude stammt aus dem Anfang des 18. Jahrhunderts. Während der im Jahre 1870 durchgeführten Modernisierung wurden zwei Flügel dem zweistöckigen Repräsentationsgebäude hinzugefügt.
Zwei etwas vorspringende Seitenrisalite, die die Breite eines Fensters haben, sowie der zentrale Risalit, der ebenso breit ist wie drei Fenster, verleihen der Fassade des Hauptgebäudes einen schönen Ausdruck. Sie alle sind durch Doppelpilaster und historizistische Giebeldreiecke geschmückt. An der Rückseite springt der zentrale Risalit von der Fassade etwas mehr vor und es hat ein klassizistisches Giebeldreieck. Im zweiten Stock haben alle Giebel Bogenfenster. Am rechtsseitigen Ende des Gebäudes befindet sich eine kleine Veranda.
In die Nähe des Anfahrtsweges wurde eine Stützmauer im klassizistischen Stil gebaut, die an ein Festungsbauwerk erinnert und dekorative Türme aufweist, sowie die Wirtschaftsgebäude mit hohen Stufengiebeln aus Kalkstein, in deren Nähe auch die Ruinen der wahrscheinlich aus dem 14. Jahrhundert stammenden Ordensburg liegen.
Unter den Nebengebäuden ist ein Viehzuchtkomplex mit historizistischen Giebeln sehenswert, sowie die Ruinen eines an eine mittelalterliche Burg erinnernden Treibhauses mit zwei Türmen im Park (beide stammen aus dem Ende des 19. Jahrhunderts).
Auch der Speicher und der Stall-Kutschenschuppen, die den langen Platz vor dem Hauptgebäude säumen, sind noch vorhanden. Die Fassaden der beiden genannten Gebäude werden durch bogenförmige Öffnungen verziert. Eine Reihe von anderen Nebengebäuden ist ebenfalls erhalten geblieben, obwohl sie viel umgebaut worden sind.

## Sehenswürdigkeiten

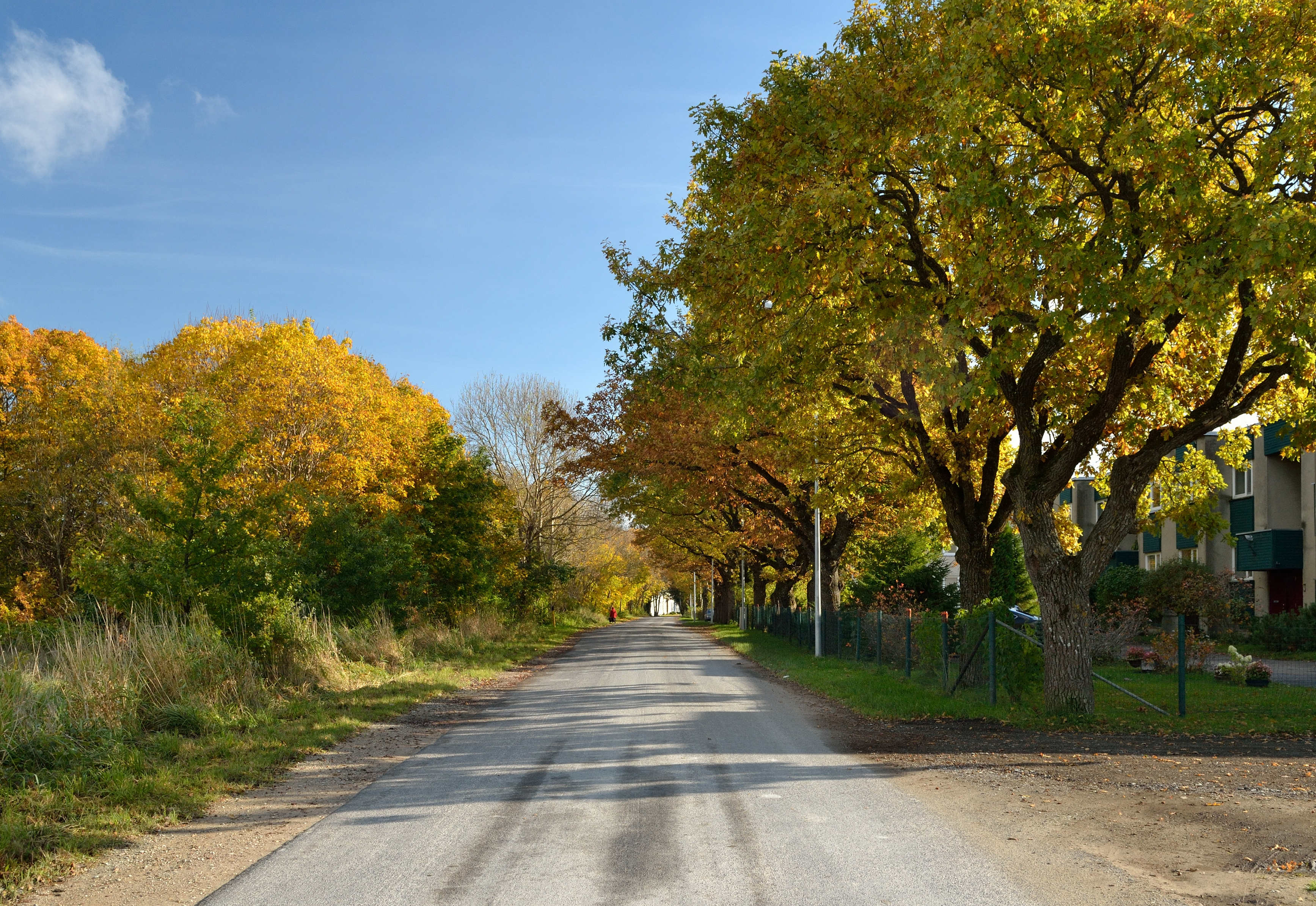
Allee auf dem Gut

## Galerie

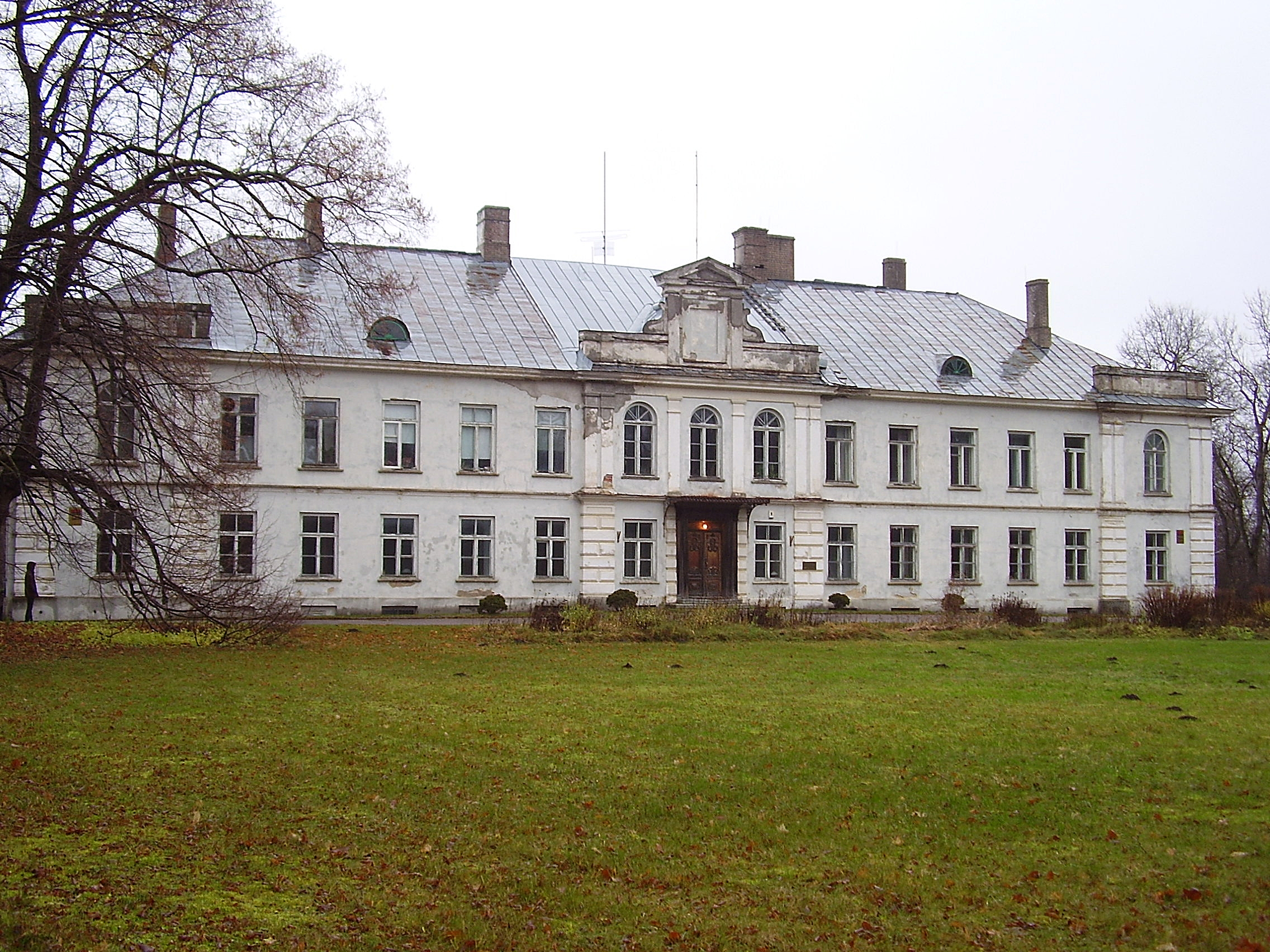
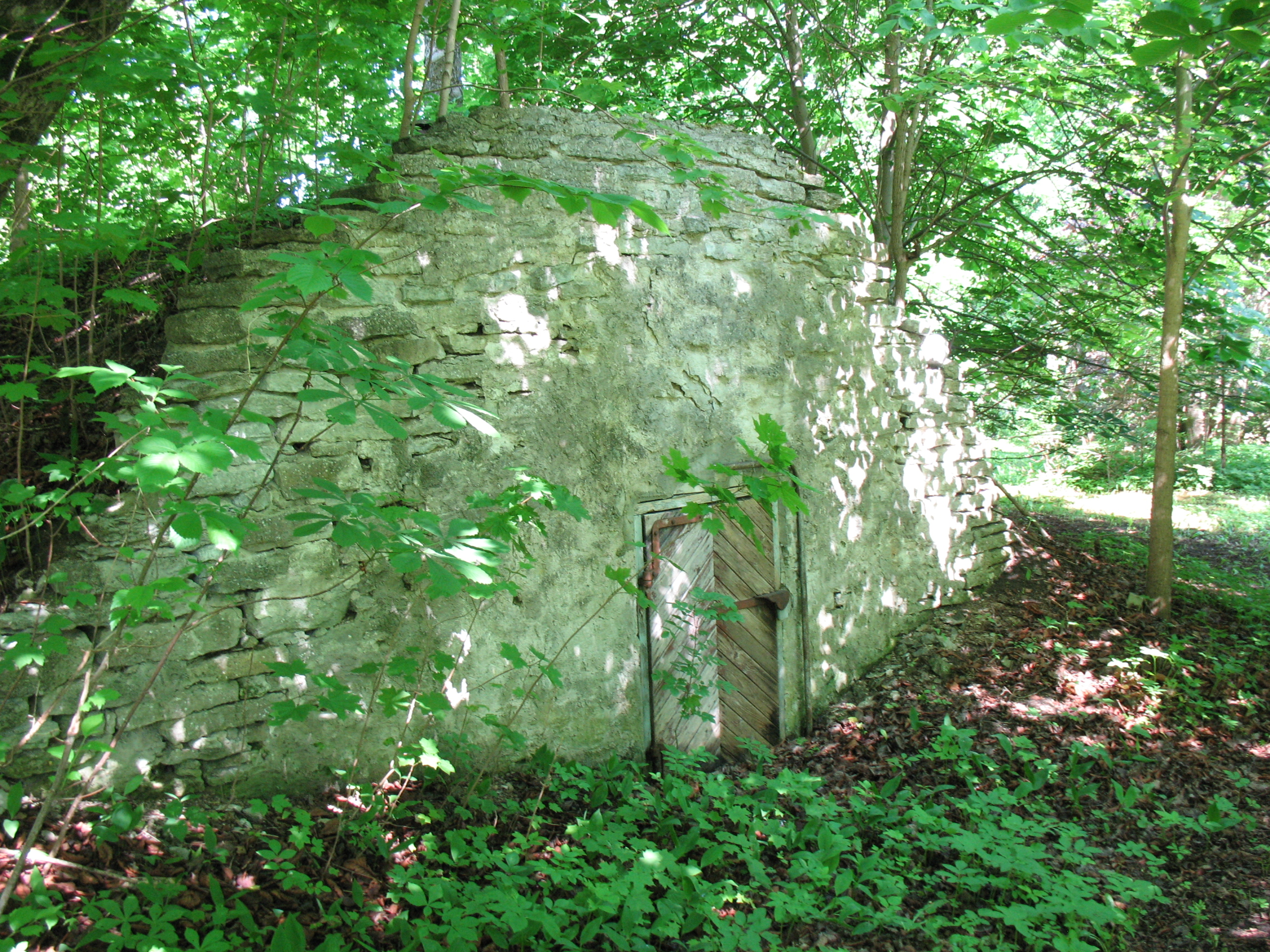
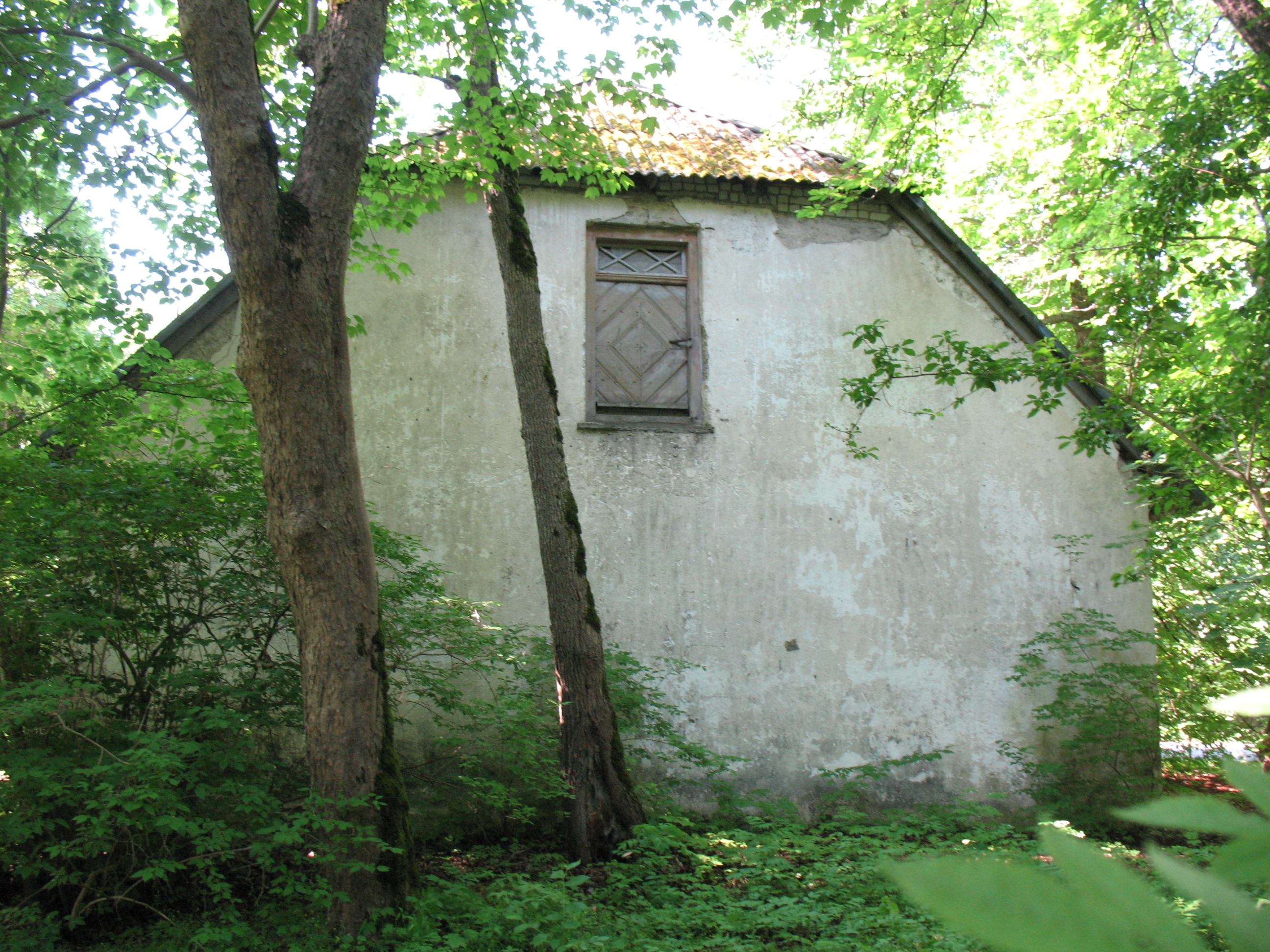
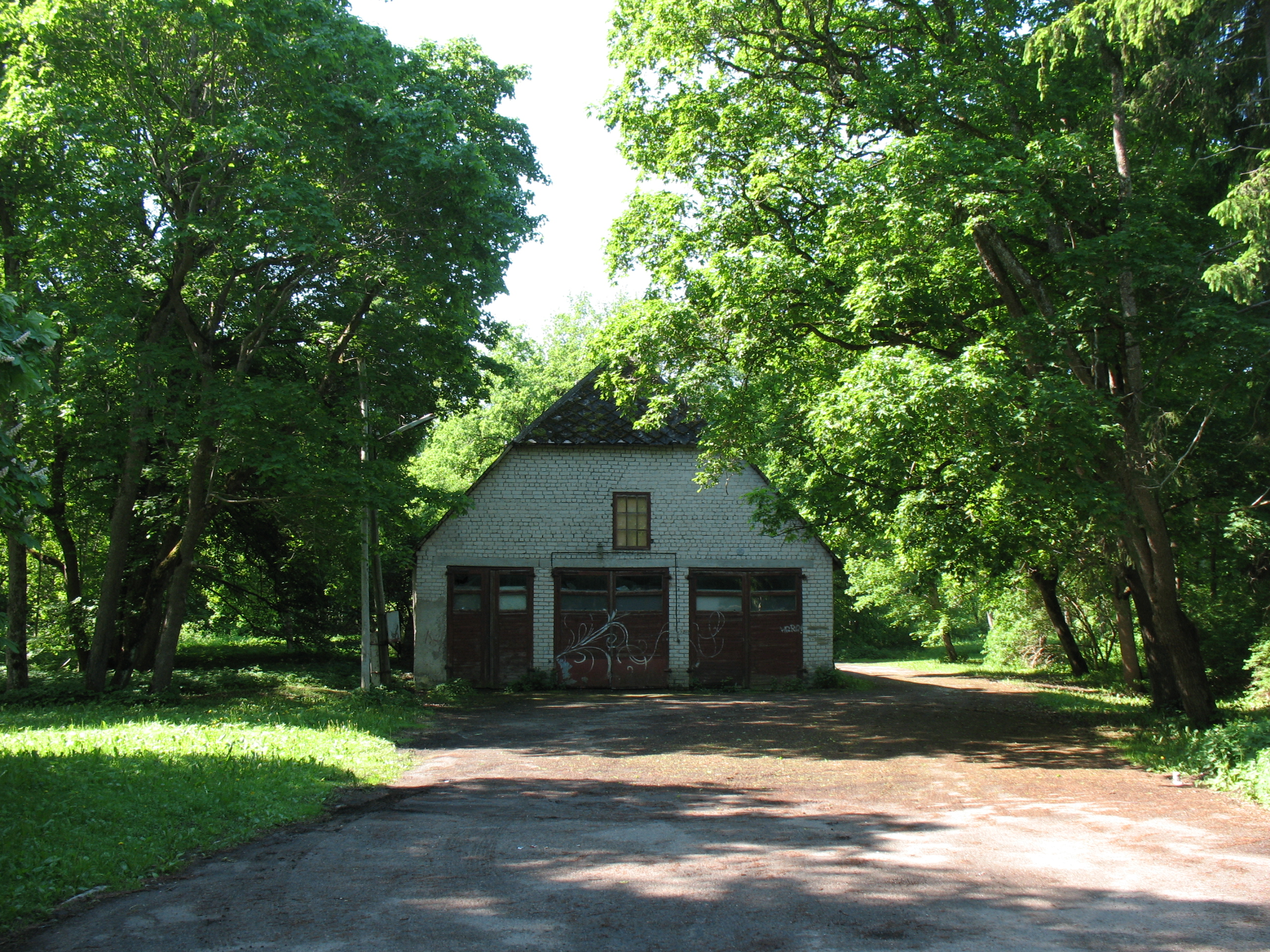
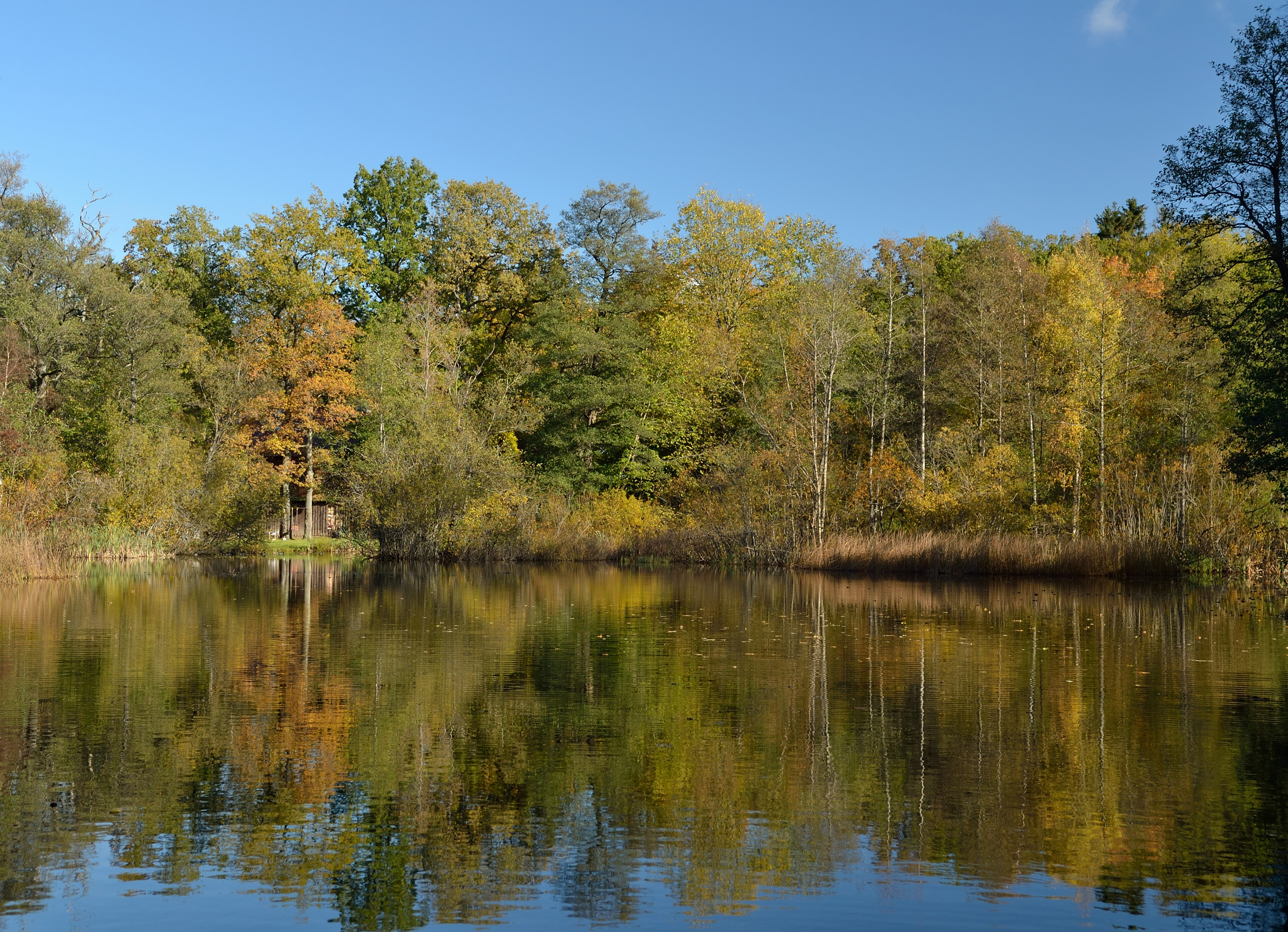
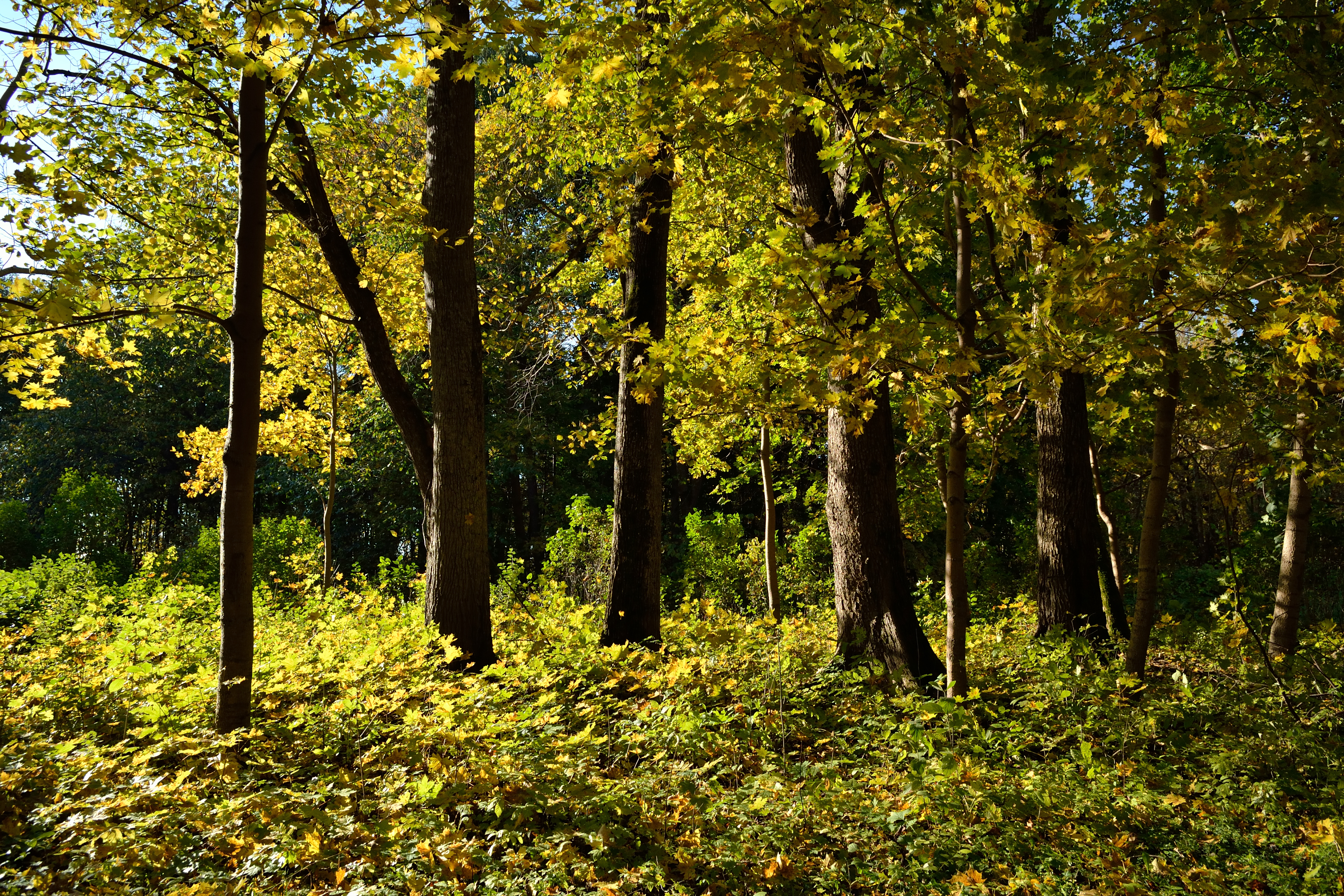
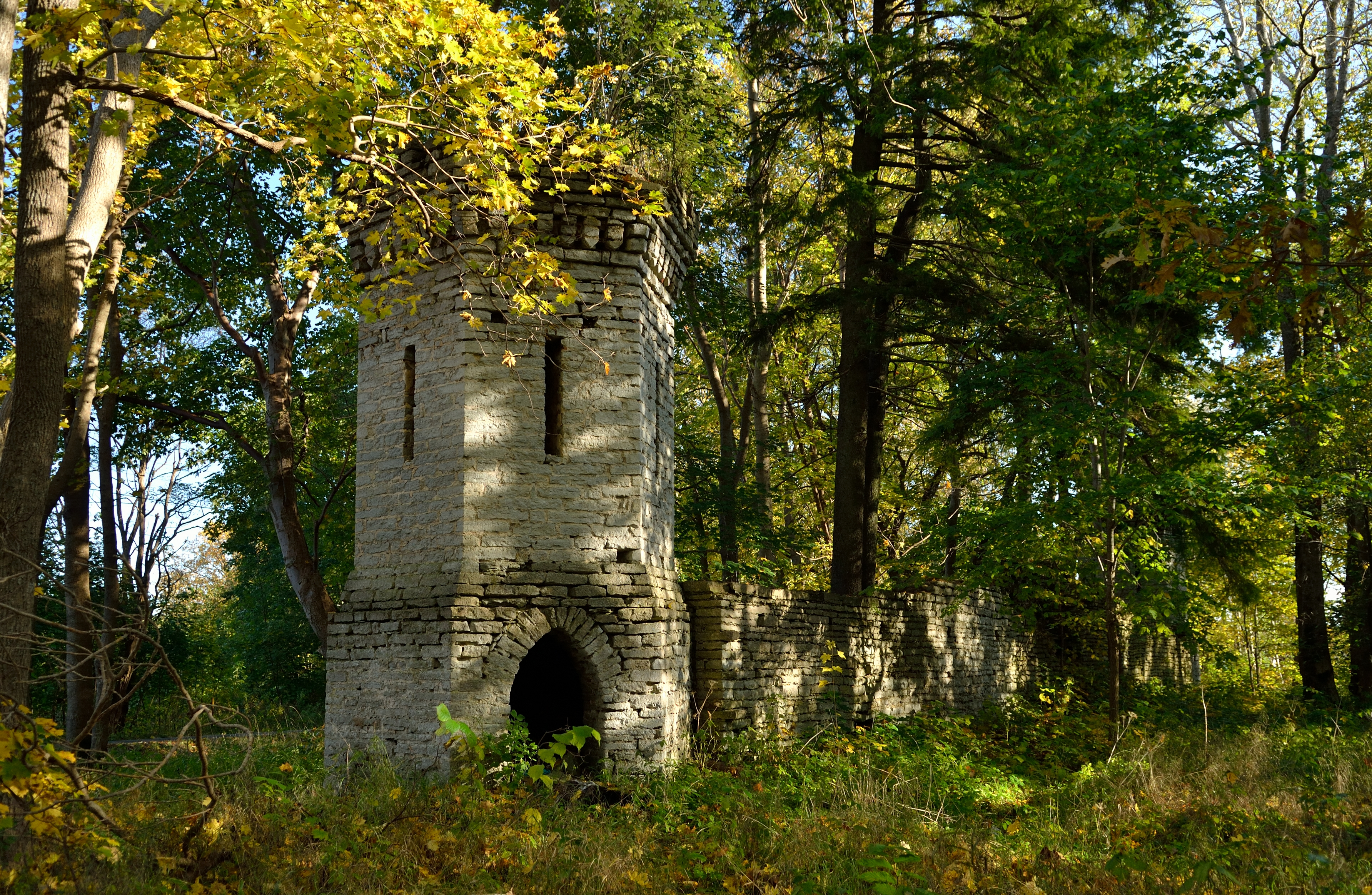
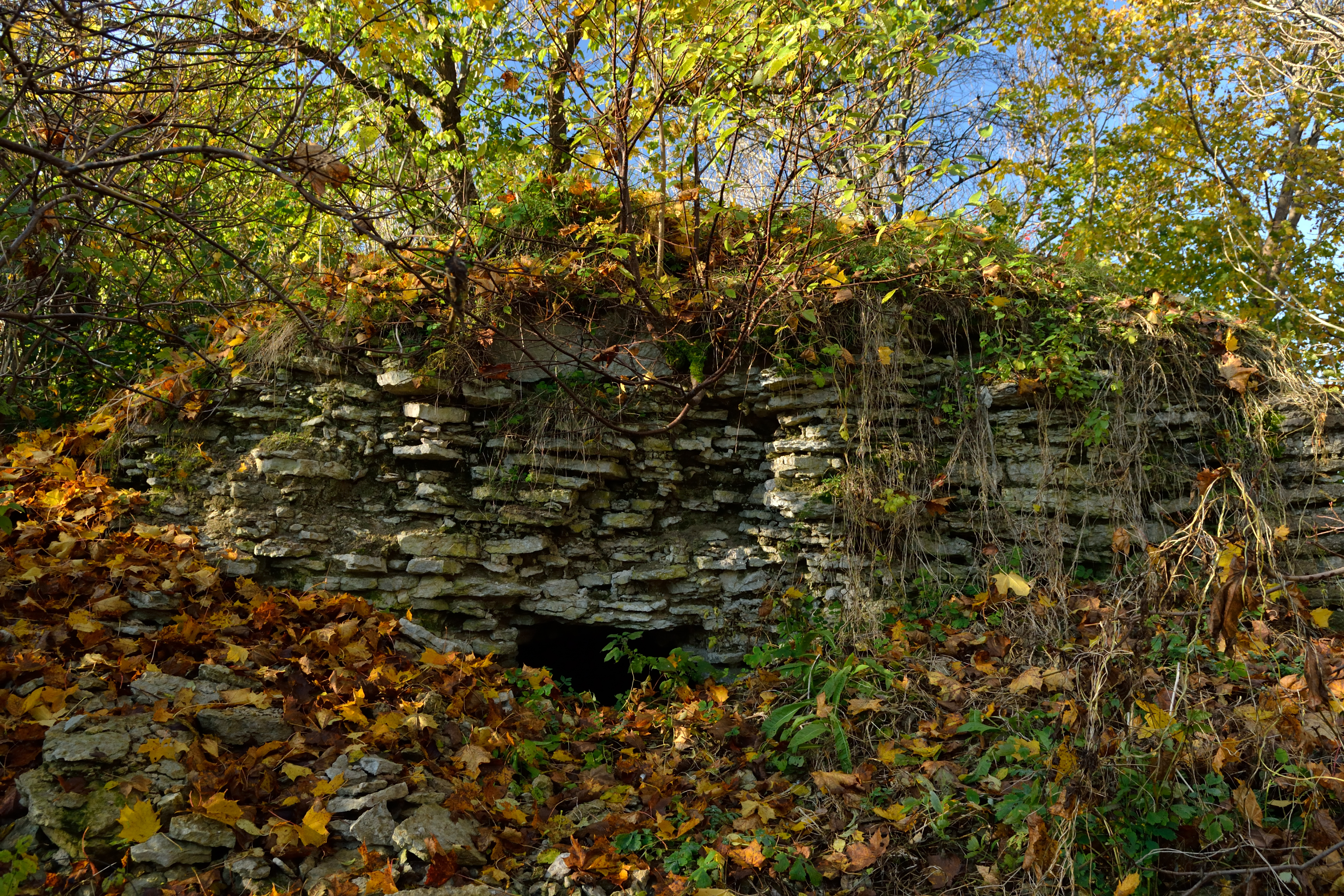